# Caso Simap
El «caso SIMAP» es la cuestión prejudicial planteada por el Tribunal Superior de Justicia de la Comunidad Valenciana ante el Tribunal de Justicia de la Unión Europea con sede en Luxemburgo teniendo como parte demandante al Sindicato de Médicos de Asistencia Pública (SIMAP) y como parte demandada la Consejería de Sanidad de la Comunidad Valenciana, y en ella se debate la situación laboral de los médicos de los equipos de Atención Primaria (Médicos de Familia y Pediatras).

## Antecedentes
La Administración Sanitaria española instituyó las guardias en el ámbito hospitalario (hoy Atención Especializada) en 1977 y la atención continuada en los centros de salud (Atención Primaria) en 1984. En ambos decretos de establece que la prestación de guardias y servicios de localización viene obligada por las necesidades que derivan del funcionamiento continuado de los Centros Sanitarios. Los médicos, obligatoriamente debían efectuar su jornada ordinaria y además, todas las guardias o Atención Continuada que la Administración Sanitaria necesitara, evitando así la justa adecuación de la plantilla al trabajo por realizar.
Para todo el colectivo sanitario, la Administración ya había efectuado alguna medida protectora para sus trabajadores por turnos y nocturnos. En este sentido, fue significativa la reducción horaria de la jornada máxima anual acordada en 1992, que supuso, para el trabajo con turno rotatorio 115 horas menos y para el nocturno, 175 horas menos que las reglamentarias 1.645 horas anuales del trabajo fijo diurno. Pero este mismo acuerdo, excluía las horas “correspondientes a la atención continuada”. Así, los médicos españoles quedaron excluidos del derecho constitucional a tener una jornada limitada que garantizara el descanso necesario (Constitución española , artículo 40.2).

## Desarrollo

### La cuestión prejudicial
Las cuestiones prejudiciales constituyen la jurisprudencia más importante del Tribunal Comunitario y son los equivalentes europeos a las cuestiones de constitucionalidad que plantean los jueces ante su respectivo Tribunal Constitucional y buscan conseguir una interpretación de validez uniforme de las normas comunitarias.
El SIMAP es un sindicato constituido por médicos que trabajan en la Sanidad Pública y que encuentran en ella su mejor forma de proceder profesionalmente.
El SIMAP planteó ante la Sala de lo Social del Tribunal Autonómico con fecha 17 de junio de 1998 una  demanda, en materia de conflicto colectivo, contra la Consejería de Sanidad de la Generalidad Valenciana, acerca de la situación laboral de los médicos de los Equipos de Atención Primaria de los Centros de Salud de la Comunidad Valenciana. 
El Tribunal Autonómico dictó Auto de fecha 10 de julio de 1998 en el cual se suspendía el procedimiento y se planteaba cuestión prejudicial ante el Tribunal Comunitario, la cual fue admitida con la referencia  Asunto C-303/98, SIMAP contra Consejería de Sanidad.

### El Auto del Tribunal Autonómico
En los antecedentes de hecho del Auto, consta de una forma clara la veracidad de la denuncia efectuada por la parte demandante, sobre el abuso laboral que se estaba produciendo. 
En esencia se denunciaba que “los médicos que prestan sus servicios en los equipos de Atención Primaria son forzados a realizar jornadas de trabajo indefinidas, sin tope ni diario ni semanal ni mensual ni anual, en las que se encadena la jornada ordinaria con el turno de atención continuada, y ésta con la jornada ordinaria del día siguiente, y todo ello repetido con la cadencia deseada por la Consejería de Sanidad, según necesidades unilateralmente programadas. De hecho, un médico realiza una jornada laboral ininterrumpida de 31 horas, sin descanso nocturno, todas las veces que se le programen a la semana o al mes, incluso con cadencia día sí y día no, procurándose la alimentación por sus propios medios, desplazándose a las visitas domiciliarias, en horario nocturno en el que no existe transporte público, en solitario y sin seguridad alguna, según su buen criterio”.
Esta situación estaba en clara contradicción con la Directiva Europea  93/104/CE, del Consejo de 23 de noviembre de 1993 relativa a determinados aspectos de la ordenación del tiempo de trabajo y con la Directiva Europea 89/391/CEE, del Consejo de 12 de junio de 1989 relativa a la aplicación de medidas para promover la mejora de la Seguridad y de la Salud de los trabajadores en el trabajo.
El eje central de las cuestiones planteadas por el Tribunal Autonómico ante el Tribunal Comunitario lo constituía la pregunta de si a la actividad de los médicos que forman parte de los equipos de Atención Primaria le era aplicable la Directiva Europea. Además se pretendía dilucidar otras tres cuestiones:
- Si el tiempo dedicado a la Atención Continuada, ya sea con presencia física en el Centro Sanitario o en régimen de localización, había de considerarse tiempo de trabajo en el sentido y a los efectos de la Directiva, y en consecuencia si había de computarse para el cálculo de la duración máxima del trabajo.
- Si el consentimiento expresado por los interlocutores sociales puede anular la prohibición establecida por la Directiva de que el empresario solicite una prestación laboral superior al tope máximo sin haber obtenido previamente el consentimiento personalizado del trabajador.
- Si el citado  trabajo de los médicos puede ser catalogado como trabajo nocturno y como trabajo a turnos.

### La vista oral en Luxemburgo
El SIMAP solicitó la celebración de vista oral, circunstancia que le fue concedida y que aconteció el 28 de septiembre de 1999 en la Grand Salle del Tribunal Comunitario, ante el Pleno del mismo, con presencia de 15 magistrados y siendo declarada clase práctica para un curso de actualización de normativa comunitaria de la judicatura alemana.

### Las Conclusiones del Abogado General
Posteriormente el 16 de diciembre de 1999 el Abogado General Señor Antonio Saggio presentó sus  conclusiones al Tribunal Comunitario, proponiendo dictara sentencia de acuerdo a ello.
La figura del Abogado General del Tribunal Comunitario es de una importante singularidad pues es desconocida en la mayoría de jurisdicciones nacionales. Su número es únicamente de ocho. Su función es la presentación pública, con toda independencia e imparcialidad de conclusiones motivadas sobre los asuntos promovidos ante el Tribunal a fin de asistirle en el cumplimiento de su misión. Su gran prestigio hace que sus conclusiones, que son públicas, al igual que la sentencia, constituyen una preciosa fuente de información y actúan como indicador de la dirección que el fallo del Tribunal es muy probable que tome en el futuro.
Hay que resaltar que la Directiva Europea establece que para que una actividad determinada sea considerada tiempo de trabajo, debe reunir tres requisitos:
- El trabajador debe permanecer en el trabajo.
- A disposición del empresario.
- Y en el ejercicio de su función.

Estos tres requisitos, según interpreta el Abogado General, no son acumulativos, sino autónomos entre ellos, pues aceptar los tres conjuntamente supondría admitir que la Unión Europea ha decidido intencionadamente marcar un retroceso en la política social comunitaria con respecto a la evolución de las políticas internas de los Estados miembros. Se diferencia entre los conceptos de disponibilidad aplicable a las guardias de presencia física y de localización aplicable a las guardias localizadas, remarcando sin embargo que el régimen de localización no puede considerarse tiempo de descanso pues, durante el mismo el  trabajador no puede disponer de manera absoluta de su propio tiempo.

### La sentencia
Con fecha 3 de octubre de 2000, el Tribunal Comunitario dictó sentencia y en ella se establecen cuatro puntos fundamentales:
- La actividad de los médicos está comprendida dentro del ámbito de  aplicación de las Directivas Europeas del tiempo de trabajo.

- El tiempo dedicado a Atención Continuada en régimen de presencia física debe considerarse tiempo de trabajo en su totalidad y, en su caso, horas extraordinarias. La prestación de servicios en régimen de localización debe considerarse tiempo de trabajo cuando haya prestación efectiva del mismo, sin que el resto pueda ser considerado tiempo de descanso.

- El trabajo durante el tiempo dedicado a Atención Continuada constituye un trabajo por turnos.

- El consentimiento expresado por los interlocutores sindicales en un convenio o acuerdo colectivo no equivale al dado por el propio trabajador.

## Repercusión en España

### Las Sentencias para los médicos de Atención Primaria y Especializada
La Sala de lo Social del  Tribunal Autonómico dictó las sentencias de fecha de 2 de noviembre de 2000, y de  5 de febrero de 2001, sobre sendos conflictos colectivos planteados por el SIMAP, contra la Consejería de Sanidad, en la que falla que, tanto para los médicos de Atención Primaria, como para los médicos de Atención Especializada existe:
- El derecho a una jornada de trabajo que no exceda de 48 horas, incluido el tiempo de trabajo dedicado a las guardias o atención continuada, por cada período de 7 días en cómputo de 12 meses.

- El reconocimiento de la condición de trabajadores a turnos para los médicos que realicen guardias o atención continuada.

### El Estatuto Marco
La sentencia del Caso Simap, fue el desencadenante de la transposición de las directivas europeas relativas a la protección de la seguridad y salud, al sector sanitario español. Esto se hizo en la  Ley  55/2003, del Estatuto Marco del Personal Estatutario de los servicios de salud.

## Repercusión en Europa

### El problema del opt-out
Uno de los sectores en los que más se vulnera el derecho del trabajador a las 48 horas semanales es el sanitario: a menudo, los médicos europeos realizan guardias en el hospital que exceden con mucho el horario máximo permitido.
La Sentencia SIMAP provocó que muchos Estados reaccionaran acudiendo a la opción del “opting-out” individual (el concepto de opting out corresponde a una exención concedida a un país que no desea sumarse a los demás Estados miembros en un ámbito particular de la cooperación comunitaria, con el fin de impedir un bloqueo general), para evitar tener que aplicar la decisión del Tribunal.
Posteriormente, en la sentencia del Tribunal Europeo en el asunto Jaeger, la cuestión de la guardia en el centro de trabajo fue planteada también, en los supuestos en que los médicos estén reposando o bien durmiendo. El Tribunal sentenció que estos periodos, también deben ser considerados tiempo de trabajo, ya que el factor determinante es "el hecho de estar obligados a estar jurídicamente en un lugar determinado por el empleador", de forma que la imposibilidad de elegir el lugar de espera, aún en reposo, forma parte relevante del ejercicio de sus funciones.
Ante este recurso, por parte de varios países europeos al opting-out, el Parlamento Europeo en su sesión de 11 de febrero de 2004, exigió a la Comisión que revisara y reformara la Directiva sobre distribución de la jornada laboral para evitar los abusos sistemáticos de algunos países y solicitó (con 370 votos a favor, 116 en contra y 21 abstenciones) la revisión “lo antes posible” del opting-out individual con vistas a su eliminación definitiva en el año 2007.

### La Directiva de 65 horas
En 2008, el Consejo de Ministros de Trabajo de la Unión Europea -órgano en el que están representados los ministros de Trabajo de los 27 países de la Unión-, aprobó una nueva Directiva de las 65 horas para aumentar a 65 horas la jornada semanal. La iniciativa fue presentada por Eslovenia a través de su ministra Marjeta Cotman –Estado que ocupaba en ese momento la presidencia de turno del Consejo-. El Parlamento Europeo, sin embargo, aprobó el "informe Cercas", el 17 de diciembre de 2008, -llamado así por haber sido elaborado por el eurodiputado socialista español Alejandro Cercas, con el que se rechazó la nueva directiva, se fijaron 48 horas como máxima jornada laboral semanal y se eliminaron las cláusulas de no aplicación (opt-out) en un periodo de tres años que mantenían algunos países como el Reino Unido.

### Consultas de la Comisión Europea sobre la revisión de la Directiva
Finalmente, el 21 de diciembre de 2010, se realizó una comunicación de la comisión al Parlamento Europeo, al Consejo, al Comité Económico y Social Europeo y al Comité de las Regiones, acerca de la propuesta de revisión de la Directiva sobre el tiempo de trabajo (segunda fase de la consulta de los interlocutores sociales a escala europea con arreglo al artículo 154 del Tratado de Funcionamiento de la Unión Europea, en ella “se recaba la opinión de los interlocutores sociales a escala de la UE acerca del contenido de la acción que se prevé llevar a cabo a nivel de la UE para modificar la Directiva sobre el tiempo de trabajo y preguntarles si desean entablar negociaciones, tal como se establece en el artículo 155".

#### Primera fase de consultas
En este comunicado se explica que en la primera fase de consulta de los interlocutores sociales de la UE se obtuvieron los siguientes resultados:
- Los interlocutores sociales coinciden ampliamente en que durante los veinte últimos años se han producido importantes cambios en el mundo laboral

- Los empleadores tienden a considerar que es necesario introducir cambios legislativos para aumentar la flexibilidad del tiempo de trabajo

- Los sindicatos consideran que los cambios deben reforzar la protección jurídica de los trabajadores. Los sindicatos subrayan la intensificación del trabajo, el aumento del trabajo precario y las nefastas consecuencias del exceso de horas de trabajo para la salud y la seguridad y para la calidad y productividad del trabajo. Destacan las dificultades que plantean las largas jornadas laborales para conciliar el trabajo con la vida familiar y potenciar la participación de los trabajadores. En lo que respecta al sector sanitario, los sindicatos sostienen que recurrir a largas jornadas de trabajo no hará sino agravar los problemas para contratar y retener a los trabajadores.

- Todas las organizaciones patronales intersectoriales coinciden en que las normas actuales son demasiado rígidas y complejas, y destacan la necesidad de modificar la jurisprudencia Simap-Jaeger, en particular, y las recientes sentencias sobre las vacaciones anuales retribuidas.

- Algunas organizaciones de bomberos de servicio público también apoyan la jurisprudencia Simap-Jaeger. EUROMIL,[29] una organización de trabajadores de las fuerzas armadas, considera que deben estar incluidos efectivamente en el ámbito de aplicación de la Directiva y que debe respetarse la jurisprudencia Simap-Jaeger.

#### Opciones a considerar por la Comisión
La Comisión Europea debe considerar dos grandes opciones: hacer una revisión limitada a determinados aspectos o una revisión que abarque una serie más amplia de modificaciones  en torno a las cuestiones señaladas por los interlocutores sociales en sus respuestas.

##### Revisión limitada
La primera opción consiste en proponer nuevas soluciones, centradas en las cuestiones del tiempo de guardia y el descanso compensatorio, y abordar las dificultades de la aplicación de la jurisprudencia Simap-Jaeger, señaladas por muchas partes interesadas.

##### Tiempo de guardia
Una solución equilibrada acerca del tiempo de guardia podría empezar por el reconocimiento del principio de que todo tiempo de guardia, durante el cual el trabajador debe permanecer a disposición del empleador en el lugar de trabajo para prestar servicio en caso de necesidad, es tiempo de trabajo a efectos de la Directiva y no puede considerarse tiempo de descanso. Ello mantendría los principios establecidos en las sentencias Simap y Jaeger. No obstante, se propone introducir una excepción, limitada a los sectores que requieren la continuidad del servicio, lo que permitiría un cómputo distinto de los periodos de tiempo de guardia (no siempre según el principio de una hora por una hora: principio de «equivalencia»), hasta determinados límites máximos semanales y a condición de que los trabajadores afectados gocen de una protección adecuada.

##### Descanso compensatorio
Sería preciso introducir nuevas disposiciones para aclarar el momento de los descansos compensatorios diarios y semanales. En la sentencia Jaeger, el Tribunal afirma que los periodos mínimos de descanso diario que no hayan podido tomarse deberían tomarse inmediatamente después de que finalice el turno de trabajo ampliado o, en cualquier caso, antes de que empiece el siguiente turno de trabajo («descanso compensatorio inmediato»). La legislación no está tan clara en lo que respecta a los descansos semanales no tomados.
Recientes investigaciones confirman los graves efectos que tiene en la salud y la seguridad el retraso de los periodos mínimos de descanso diario y semanal.

##### Revisión global
La segunda opción consiste en proponer un conjunto de cambios más completo y abordar las cuestiones del tiempo de guardia y del descanso compensatorio. Podrían estudiarse también los cambios siguientes, supeditados, en su caso, a una protección adecuada de la salud y la seguridad:
- Flexibilidad adicional para celebrar acuerdos sobre el tiempo de trabajo mediante negociación colectiva, a condición de que se satisfagan los requisitos básicos especificados.

- Excepciones para permitir periodos de referencia superiores a doce meses, en casos específicos, previo acuerdo entre los interlocutores sociales.

- Ampliación a doce meses del periodo de referencia para promediar el tiempo de trabajo mediante legislación, previa consulta de los interlocutores sociales al nivel adecuado, en los sectores o Estados miembros en los que no se utiliza la opción de no aplicación, como parte de un paquete equilibrado con otras opciones indicadas más adelante.[27]